# ماري توالا
ماري توالا (بالإنجليزية: Mary Twala)‏ (14 سبتمبر 1939 – 4 يوليو 2020)، كانت مُمثلة جنوب أفريقية.

## روابط خارجية
ماري توالا على موقع IMDb (الإنجليزية)
- ماري توالا على موقع ألو سيني (الفرنسية)
- ماري توالا على موقع قاعدة بيانات الفيلم (الإنجليزية)